# Justa Masías y Llosa
María Justa Masías de la Llosa (Arequipa, 1849 - Lima, 1925) fue primera dama del Perú, esposa de Remigio Morales Bermúdez, militar y político peruano, quien ocupó la Presidencia del Perú entre el 10 de agosto de 1890 y el 1 de abril de 1894.
Fue descendiente de Juan de la Llosa y Llaguno e hija del coronel arequipeño Diego Masías y Llosa, militar y caudillo arequipeño, de actuación importante en las revoluciones de Arequipa de mediados del siglo XIX, y de Tránsito de la Llosa y de Abril.
| Predecesor: Antonia Moreno de Cáceres | Primera dama de la Nación 1890 - 1894 | Sucesor: Rosa de Borgoño |

- Datos: Q5956746